# Avatar: The Last Airbender – The Promise
Avatar: The Last Airbender - The Promise (br: Avatar: A Lenda de Aang - A Promessa) é uma história em quadrinhos norte-americana publicada em 2012 pela Dark Horse Comics, escrita por Gene Luen Yang com Bryan Konietzko e Michael Dante DiMartino, com arte de Gurihiru. É baseada na telessérie animada Avatar: The Last Airbender (ou A Lenda de Aang, como é conhecida no Brasil) da Nickelodeon.
Foi a primeira graphic novel baseada na série, sendo sucedida por Avatar: The Last Airbender - The Search.

## Sinopse
As aventuras de Avatar continuam exatamente onde a série de TV parou. Aang e seus amigos precisam se juntar novamente quando a tenúa paz entre as quatro nações são ameaçadas por um impasse entre o agora Senhor do Fogo Zuko e o Rei da Terra Kuei! Enquanto o mundo caminha para outra guerra devastadora, a amizade de Aang com Zuko o coloca no meio do conflito!

## Produção
Em 2010, Gene Luen Yang, autor de American Born Chinese, foi contratado pela Dark Horse para escrever três edições de um quadrinho que continuaria a história de Avatar: The Last Airbender. O autor trabalharia junto com colaborações de Michael Dante DiMartino e Bryan Konietzko, criadores da série original, enquanto Gurihiru se encarregaria da arte.[carece de fontes?]

## Publicação
A primeira edição foi publicada em 25 de janeiro de 2012, prometendo que o quadrinho "teria ligação com a continuação da série, A Lenda de Korra". Sua segunda parte chegou em 30 de maio, enquanto a última foi publicada em 26 de setembro, todas no mesmo ano. Uma edição juntando todas as partes foi lançada em 20 de fevereiro do ano seguinte.

## Lançamento no Brasil
A editora Intrínseca anunciou que o quadrinho chegaria as lojas brasileiras em 14 de janeiro de 2022. A versão brasileira foi trazida em forma de encadernado, juntando todas as três edições em uma em 232 páginas. Foi traduzido por Ulisses Teixeira.

## Recepção
O site Comic Book Wire resumiu a crítica ao quadrinho ao dizer que "Esse quadrinho é uma ótima forma de continuar tudo de bom sobre Avatar: The Last Airbender" e que "...conta uma história cativante de um jeito próprio, cheio de temas e questões proundas", ainda adicionando que "...qualquer fã da série original devia ler esse livro, especialmente se estiver interessado no período entre a série original e a sequência".
Harry Rabinowitz, pro site Avatar Forever, escreveu uma review positiva da obra, afirmando que a HQ "...explora uma história familiar porém modernizada que com certeza agradará qualquer fã da série". Finalizando sua crítica afirmando que "No geral, The Promise é uma continuação estelar de The Last Airbender".